# Wodgina Mine
Die Wodgina Mine ist ein Eisenerzbergwerk in der Pilbara-Region von Western Australia, 90 Kilometer südlich von Port Hedland.
Das Bergwerk wird von Global Advanced Metals betrieben, die dort bereits bestehenden Baulichkeiten und Wohnungen werden entsprechend einem Vertrag mit Atlas Iron gemeinsam genutzt.

## Bergwerksbetrieb
| \| \|                                                                          |
| Bergbau in der Pilbara-Region. Der rote Punkt markiert die Lage des Bergwerks. |
|                                                                                |

Atlas erwarb die Minenrechte des Bergwerks im Februar 2008 von der  Talison Minerals Pty Ltd, der heutigen Global Advanced Metals.
Das Projekt wurde von Atlas von den ersten Bohrungen in eineinhalb Jahren zur Produktionsreife geführt. Das war möglich, da eine ungenutzte Produktionsstruktur der Tantal-Mine vorhanden war, die sich im Eigentum Global Advanced Metals befindet. Die Tantal-Mine wurde im Januar 2010 wieder in Betrieb genommen.
Atlas begann im Juli 2010 mit der Eisenerz-Produktion in der Wodgina-Mine. Es war geplant, die Produktion von 2010 mit 6,5 Millionen Tonnen Eisenerz auf 20 Millionen Tonnen Eisenerz im Jahr 2012 zu erhöhen. Dabei sollten 10 Millionen Tonnen aus dem Turner River Hub gewonnen werden. Diese sollten später um weiteres Erz aus den nördlich gelegenen Bergwerken bei Wodgina, Abydos und Mount Webber ergänzt werden.
Atlas erwartete, dass es zu einer Regelung mit BHP Billiton kommen würde und sie die vorhandene Schienen-Infrastruktur der Goldsworthy Railway künftig nutzen könnten. BHP sicherte Ende 2010 zu, das Anliegen in einer Machbarkeitsstudie zu prüfen.